# Liste des lacs de l'Ontario (C)
Ceci est la liste des lacs de l'Ontario : C

## Ca
- Cab Lake
- Caba Lake
- Lac Cabin (canton de Raimbault, district d'Algoma)
- Lac Cabin (ruisseau Rawlinson, district de Kenora)
- Lac Cabin (canton de Joynt, district de Thunder Bay)
- Lac Cabin (rivière Sturgeon, district de Kenora)
- Lac Cabin (Kawartha Lakes)
- Lac Cabin (rivière Lurch, district de Thunder Bay)
- Lac Cabin (district de Cochrane)
- Lac Cabin (île St. Ignace, district de Thunder Bay)
- Lac Cabin (Wawa)
- Lac Cable (district de Thunder Bay)
- Lac Cable (district de Kenora)
- Lac Caboose
- Lac Cabot
- Lac Cache (district de Sudbury)
- Lac Cache (district de Rainy River)
- Lac Cache (canton de Lecours, district de Thunder Bay)
- Lac Cache (canton de Canisbay, district de Nipissing)
- Lac Cache (Ouest Nipissing)
- Lac Cache (district de Kenora)
- Lac Cache (rivière Lookout, district de Thunder Bay)
- Lac Cache (lac McLeod, district de Thunder Bay)
- Lac Cachege
- Lac Cadawaja
- Lac Cadden (district de Parry Sound)
- Lac Cadden (district de Sudbury)
- Lac Caddy
- Lac Cadman
- Lac Cadre
- Lac Caesar
- Lac Cahill
- Lac Caibaiosai
- Lac Cain (rivière Caribou, district de Rainy River)
- Lac Cain (lac Oriana, district de Rainy River)
- Lac Cain (district de Muskoka)
- Lac Cairn
- Lac Cairngorm
- Lac Cairo
- Lac Caithness
- Lac Cal
- Lac Calabogie
- Lac Calais
- Lac Calamity
- Lac Calbeck
- Lac Calcite (district de Thunder Bay)
- Lac Calcite (district de Timiskaming)
- Lac Calder (district de Rainy River)
- Lac Calder (district de Kenora)
- Lac Caldwell (district de Rainy River)
- Lac Caldwell (district de Thunder Bay)
- Lac Caldwell (comté de Lanark)
- Lac Caledon
- Lac Caley
- Lac Calf (district de Sudbury)
- Lac Calf (district de Kenora)
- Lac Calhoun
- Lac Caliper
- Lac Call
- Lac Calladine
- Lac Callaghan (comté de Renfrew)
- Lac Callaghan (district de Rainy River)
- Lac Callahan
- Lac Callery
- Lac Callinan
- Lac Calm (district de Rainy River)
- Lac Calm (district de Nipissing)
- Lac Calong
- Lac Calpin
- Lac Calstock
- Lac Calumet
- Étang Calverley
- Lac Calvert (district de Kenora)
- Lac Calvert (district de Thunder Bay)
- Lac Calvert (district de Cochrane)
- Lac Calvin
- Lac Cam (district de Kenora)
- Lac Cam (district de Sudbury)
- Lac Camden
- Lac Camel (comté de Frontenac)
- Lac Camel (district de Muskoka)
- Lac Camel (district de Sudbury)
- Lac Camel (district de Thunder Bay)
- Lac Camel (district de Rainy River)
- Lac Camel Read
- Lac Camelot
- Lac Cameo
- Lac Cameron (Brudenell, Lyndoch et Raglan)
- Lac Cameron (district d'Algoma)
- Lac Cameron (ruisseau Cameron, district de Thunder Bay)
- Lac Cameron (ruisseau Cameron, district de Kenora)
- Lac Cameron (canton de Sproule, district de Nipissing)
- Lac Cameron (canton d’Umbach, district de Kenora)
- Lac Cameron (Kawartha Lakes)
- Lac Cameron (Grand Sudbury)
- Lac Cameron (rivière Eagle, district de Thunder Bay)
- Lac Cameron (Grand Madawaska)
- Lac Cameron (Nairn et Hyman)
- Lac Cameron (Ouest Nipissing)
- Lac Cameron (canton de Hardwick, district de Thunder Bay)
- Lac Cameron (comté de Bruce)
- Lacs Camerons
- Lac Cameroon

- Lac Cammack
- Lac Camp 14
- Lac Camp 36
- Lac Camp Eleven
- Lac Camp Five
- Lac Camp Forty One
- Lac Camp Four
- Lac Camp Island
- Lac Camp (ruisseau Tagouche, district de Thunder Bay)
- Lac Camp (canton de Gour, district de Kenora)
- Lac Camp (canton de Creelman, district de Sudbury)
- Lac Camp (Grand Sudbury)
- Lac Camp (district de Muskoka)
- Lac Camp (comté de Haliburton)
- Lac Camp (lac Hasson, district de Thunder Bay)
- Lac Camp (The North Shore)
- Lac Camp (canton de Frechette, district de Sudbury)
- Lac Camp (canton de Haycock, district de Kenora)
- Lac Camp (canton de Huffman, district de Sudbury)
- Lac Camp (Timmins)
- Lac Camp (Elliot Lake)
- Lac Camp (canton de Houtari, district d'Algoma)
- Lac Camp (canton de Munro, district de Cochrane)
- Lac Camp (comté de Frontenac)
- Lac Camp (rivière Kashabowie, district de Thunder Bay)
- Lac Camp (district de Nipissing)
- Lac Camp (canton de Shelley, district de Sudbury)
- Lac Camp (canton d'Ivanhoe, district de Sudbury)
- Lac Camp Nine (district de Nipissing)
- Lac Camp Nine (district de Sudbury)
- Lac Camp One
- Lac Camp Seven
- Lac Camp Six
- Lac Camp Ten
- Lac Camp Three
- Lac Camp Two (district de Sudbury)
- Lac Camp Two (district de Rainy River)
- Lac Campbell (canton de Sanborn, district de Cochrane)
- Lac Campbell (district de Nipissing)
- Lac Campbell (St.-Charles)
- Lac Campbell (district de Rainy River)
- Lac Campbell (district de Parry Sound)
- Lac Campbell (canton de Deans, district de Sudbury)
- Lac Campbell (canton de Clifford, district de Cochrane)
- Lac Campbell (canton de Halliday, district de Sudbury)
- Lac Campbell (comté de Lennox et Addington)
- Lac Campbell (ruisseau Campbell, district de Thunder Bay)
- Lac Campbell (canton de Stover, district de Sudbury)
- Lac Campbell (canton de Goodfellow, district de Thunder Bay)
- Étang Campbellville
- Lac Campcot (district de Thunder Bay)
- Lac Campcot (comté de Haliburton)
- Lac Camper
- Lac Campfire (district de Kenora)
- Lac Campfire (district de Thunder Bay)
- Lac Campground
- Lac Camphouse
- Lac Camping
- Lac Campover
- Lac Camproad
- Lac Campstool
- Lac Camptwo
- Lac Campus
- Lac Camrose
- Lac Can
- Lac Can Opener
- Lac Canada Jay
- Lac Canadensis
- Lac Canal (Kawartha Lakes)
- Lac Canal (district de Rainy River)
- Lac Canard
- Lac Canary
- Lac Cancer
- Lac Candide
- Lac Candle
- Lac Candler
- Lac Candybar
- Lac Cane
- Lac Canis
- Lac Canisbay
- Lac Canister
- Lac Canna
- Lac Cannibal
- Lac Canniff
- Lac Canning (district de Parry Sound)
- Lac Canning (comté de Haliburton)
- Lac Cannon (lac Porcus, district de Kenora)
- Lac Cannon (rivière Gitche, district de Kenora)
- Lac Cannon (comté de Hastings)
- Lac Cannon (district de Thunder Bay)
- Lac Canoe (ruisseau Barnard), au nord-ouest du district de Thunder Bay
- Lac Canoe (The North Shore), dans le district d'Algoma
- Lac Canoe (Grand Madawaska), dans le comté de Renfrew
- Lac Canoe (district de Parry Sound)
- Lac Canoe (district de Kenora)
- Lac Canoe (comté de Frontenac)
- Lac Canoe (district de Sudbury)
- Lac Canoe (comté de Lennox et Addington)
- Lac Canoe (district de Timiskaming)
- Lac Canoe (canton de Scarfe), dans le district d'Algoma
- Lac Canoe (district de Nipissing)
- Lac Canoe (vallée de Madawaska), dans le comté de Renfrew
- Lac Canoe (canton de Syine), dans le canton géographique de Syine, district de Thunder Bay
- Lac Canoeshed
- Lac Canon (lac Tamarack, district de Thunder Bay)
- Lac Canon (canton GTP Block 7, district de Thunder Bay)
- Lac Canonto
- Lac Canterbury
- Lac Canthook (canton de Hoey, district de Sudbury)
- Lac Canthook (canton d'Ellis, district de Sudbury)
- Lac Canthook (district de Thunder Bay)
- Lac Cantin (district d'Algoma)
- Lac Cantin (district de Cochrane)
- Lac Cantin (district de Parry Sound)
- Lac Cantley
- Lac Canton
- Lac Cantrill
- Lac Canty
- Lac Canvasback
- Lac Canyon (district de Kenora)
- Lac Canyon (district de Sudbury)
- Lac Canyon (district de Timiskaming)
- Lac Canyon (district de Rainy River)
- Lac Canyon (district d'Algoma)

- Lac Cap (district de Sudbury)
- Lac Cap (district de Nipissing)
- Lac Capee
- Lac Capella
- Lac Capin
- Lac Capper
- Lac Capre
- Lac Capricornus
- Lac Capsell
- Lac Captain
- Lac Captain Tom
- Lac Captains
- Lac Capton
- Lac Caput
- Lac Car (district de Rainy River)
- Lac Car (district de Timiskaming)
- Lac Car (district de Kenora)
- Lac Carafel
- Lac Caragana
- Lac Caramat
- Lac Carcajou
- Lac Carcass
- Lac Card (comté de Hastings)
- Lac Card (district de Kenora)
- Lac Carder
- Lac Cardiff
- Lac Cardinal
- Lac Cardinalis
- Lac Cards
- Lac Cardwell
- Lac Carew
- Lac Carey
- Lac Carfrae
- Lac Cargill
- Étang du Moulin de Cargill
- Lac Cariad
- Lac Carib
- Lac Cariboo
- Lac Caribou (canton de Smellie, district de Kenora)
- Lac Caribou (Plummer Additional)
- Lac Caribou (ruisseau Cache, district de Kenora)
- Lac Caribou (canton de Juillette, Blind River)
- Lac Caribou (district de Cochrane)
- Lac Caribou (rivière Willow, district de Thunder Bay)
- Lac Caribou (North Bay)
- Lac Caribou (ruisseau Bent, district de Kenora)
- Lac Caribou (lac Pickerel, district de Kenora)
- Lac Caribou (canton de Timmermans, Blind River)
- Lac Caribou (canton de Boys, district de Kenora)
- Lac Caribou (canton de Lehman, district d'Algoma)
- Lac Caribou (Shuniah)
- Lac Caribou (canton d'Abraham, district d'Algoma)
- Lac Caribou (district de Sudbury)
- Lac Caribou (rivière Caribou, district de Thunder Bay)
- Lac Caribou (île Simpson, district de Thunder Bay)
- Lac Caribou (Temagami)
- Lac Caribou (canton de Duncan, district d'Algoma)
- Lac Caribou Throat
- Lac Caribus
- Lac Carillon
- Lac Carkner
- Lac Carl (district d'Algoma)
- Lac Carl (district de Sudbury)
- Lac Carl (canton de Brothers, district de Thunder Bay)
- Lac Carl (rivière Kawashkagama, district de Thunder Bay)
- Lac Carl Wilson
- Lac Carlbom
- Lac Carleton
- Lac Carling (district de Kenora)
- Lac Carling (district de Cochrane)
- Étang Carlisle
- Lac Carlo
- Lac Carlotta
- Lac Carlson (district de Cochrane)
- Lac Carlson (district de Thunder Bay)
- Lac Carlton
- Lac Carlyle (district de Cochrane)
- Lac Carlyle (district de Sudbury)
- Lac Carman (district de Cochrane)
- Lac Carman (district d'Algoma)
- Lac Carmen (district de Parry Sound)
- Lac Carmen (district de Sudbury)
- Lac Carmen (district de Timiskaming)
- Lac Carmichael (district de Kenora)
- Lac Carmichael (district de Cochrane)
- Lac Carmichael (district de Sudbury)
- Lac Carnahan
- Lac Carney
- Lac Carnilac
- Lac Caro
- Lac Carol
- Lac Caroline
- Lac Caron (district de Kenora)
- Lac Caron (district de Thunder Bay)
- Lac Carp (district d'Algoma)
- Lac Carp (Kawartha Lakes)
- Lac Carp (district de Rainy River)
- Lac Carpenter (district de Nipissing)
- Lac Carpenter (district de Kenora)
- Lac Carpenter (canton de Morin, district d'Algoma)
- Lac Carpenter (canton de Tronsen, district d'Algoma)
- Lac Carpet
- Lac Carre
- Lac Carrick
- Lac Carrie
- Lac Carrière
- Lac Carrigan
- Lac Carrington
- Lac Carroll (district de Kenora)
- Lac Carroll (comté de Lennox et Addington)
- Lac Carrot
- Lac Carruthers
- Lac Carry
- Lac Carrying
- Lac Carscallen
- Lac Carson (comté de Bruce)
- Lac Carson (district d'Algoma)
- Lac Carson (district de Thunder Bay)
- Lac Carson (comté de Renfrew)
- Lac Carson (comté de Hastings)
- Lac Carson (district de Parry Sound)
- Lac Carstens
- Lac Carswell
- Lac Cart
- Lac Cartan
- Lac Carter (comté de Renfrew)
- Lac Carter (district de Parry Sound)
- Lac Carter (district de Manitoulin)
- Lac Carter (district d'Algoma)
- Lac Carter (district de Kenora)
- Lac Cartier (district de Sudbury)
- Lac Cartier (comté de Renfrew)
- Lac Carty
- Lac Carver
- Lac Cascade (canton de Lamport, district de Thunder Bay)
- Lac Cascade (rivière Cascade, district de Thunder Bay)
- Lac Cascaden
- Lac Cascanette
- Lac Casey (district de Nipissing)
- Lac Casey (Ottawa)
- Lac Casgrain
- Lac Cashel (comté de Hastings)
- Lac Cashel (district de Nipissing)
- Lac Cashen (district de Parry Sound)
- Lac Cashen (district d'Algoma)
- Lac Casino
- Lac Cask
- Lac Caskill
- Lac Casper
- Lac Casque
- Lac Cass
- Lac Cassadaga
- Lac Casselman
- Lac Cassels
- Lac Cassidy (district de Muskoka)
- Lac Cassidy (district d'Algoma)
- Lac Casson
- Lac Castellar
- Lac Castle (ruisseau Castle, district de Thunder Bay)
- Lac Castle (canton de Hardwick, district de Thunder Bay)
- Lac Castlebar
- Lac Castleman
- Lac Castlewood
- Lac Castor (ruisseau Eldorado, district de Kenora)
- Lac Castor (lac Eyapamikama, district de Kenora)
- Lac Castor (district de Nipissing)
- Lac Castor (district de Thunder Bay)
- Étangs Castor
- Lac Castoroil
- Lac Castra
- Lac Casummit
- Lac Caswell (Grand Sudbury)
- Lac Caswell (district de Sudbury)
- Lac Caswell (district de Timiskaming)
- Lac Cat (district de Nipissing)
- Lac Cat (canton de Roosevelt, district de Sudbury)
- Lac Cat (district de Parry Sound)
- Lac Cat (district d'Algoma)
- Lac Cat (canton d'Umbach, district de Kenora)
- Lac Cat (comté de Haliburton)
- Lac Cat (canton de Cavell, district de Sudbury)
- Lac Cat (rivière Cat, district de Kenora)
- Lac Cat (Killarney)
- Lac Cataract
- Lac Catastrophe
- Lac Catawba
- Lac Catchacoma
- Lac Catcher
- Lac Caterpillar (district de Kenora)
- Lac Caterpillar (district de Rainy River)
- Lac Catfish (district de Nipissing)
- Lac Catfish (district d'Algoma)
- Lac Catfish (district de Parry Sound)
- Lac Catharine
- Lac Catherine (district de Thunder Bay)
- Lac Catherine (district de Kenora)
- Lac Cathrine
- Lac Cathro
- Lac Cathy's
- Lac Catlonite
- Lac Cattral
- Lac Cauchon
- Lac Caufield
- Lac Cauley
- Lac Cauliflower
- Lac Caulkin
- Lac Caution
- Lac Cavalary
- Lac Cavanagh
- Lac Cavano
- Lac Cave (district de Manitoulin)
- Lac Cave (district de Sudbury)
- Lac Cavell (district de Thunder Bay)
- Lac Cavell (district de Sudbury)
- Lac Cavendish
- Lac Cavern
- Lac Cavers (canton de Yesno, district de Thunder Bay)
- Lac Cavers (ruisseau Cavers, district de Thunder Bay)
- Lac Caviar
- Lac Cawanogami
- Lac Cawdron
- Lac Cawing
- Lacs Cawston
- Lac Caya
- Lac Cayer
- Lac Caysee
- Lac Cayuga

## Ce
- Lac Cebush
- Lac Cecebe
- Lac Cecil (district de Kenora)
- Lac Cecil (comté de Haliburton)
- Lac Cecil (district de Thunder Bay)
- Lac Cecil (district de Timiskaming)
- Lac Cecil (district de Rainy River)
- Lac Cécile (canton d'Invergarry, district de Sudbury)
- Lac Cécile (canton de McNaught, district de Sudbury)
- Lac Cécile (district de Thunder Bay)
- Lac Cedar (canton de Loughborough, South Frontenac)
- Lac Cedar (district d'Algoma)
- Lac Cedar (canton de Pittsburgh, South Frontenac)
- Lac Cedar (district de Manitoulin)
- Lac Cedar (canton de Brothers, district de Thunder Bay)
- Lac Cedar (district de Nipissing)
- Lac Cedar (comté de Haliburton)
- Lac Cedar (canton de Barrie, North Frontenac)
- Lac Cedar (Greenstone)
- Lac Cedar (île Michipicoten, district de Thunder Bay)
- Lac Cedar (canton de South Canonto, North Frontenac)
- Lac Cedar (district de Sudbury)
- Lac Cedar (comté de Hastings)
- Lac Cedar (Central Frontenac)
- Lac Cedar (canton de Tuuri, district de Thunder Bay)
- Lac Cedar (district de Kenora)
- Lac Cedar (comté de Renfrew)
- Lac Cedar (district de Rainy River)
- Lacs Cedar
- Lac Cedarbough
- Lac Cedarclump
- Lac Cedargum
- Lac Cedarlimb
- Lac Cedarskirt
- Lac Cedartree
- Lac Cédric (district de Thunder Bay)
- Lac Cédric (district de Sudbury)
- Lac Ceepee
- Lac Celastrus
- Lac Cellist
- Lac Celt
- Lac Celtis
- Lac Cemetery (district de Sudbury)
- Lac Cemetery (district de Kenora)
- Lac Centennial (comté de Renfrew)
- Lac Centennial (district d'Algoma)
- Lac Center
- Lac Central
- Lac Centralis
- Lac Centre (district d'Algoma)
- Lac Centre (canton de Stobie, district de Sudbury)
- Lac Centre (comtés unis de Leeds et Grenville)
- Lac Centre (district de Thunder Bay)
- Lac Centre (canton d'Abbey, district de Sudbury)
- Lac Centre (comté de Renfrew)
- Lac Centre (comté de Haliburton)
- Lac Centre Triple
- Lac Centrefire
- Étang Centreville
- Lac Ceph
- Lac Cérès
- Lac Cerulean
- Lac Cerullo

## Ch
- Lac Chabbie
- Lac Chabot
- Lac Chadwick
- Lac Chagma
- Lac Chagnon
- Lac Chaillon
- Lac Chain (Killarney)
- Lac Chain (Canton de Yeo, district de Sudbury)
- Lac Chain (District de Muskoka)
- Lac Chain (District d'Algoma)
- Lacs Chain (Canton de Norberg, district d'Algoma)
- Lacs Chain (White River)
- Lacs Chain (District de Thunder Bay)
- Lacs Chain (District de Parry Sound)
- Lacs Chain (Comté de Frontenac)
- Lacs Chain (Comté de Hastings)
- Chaîne de lacs (District de Sudbury)
- Chaîne de lacs (District de Thunder Bay)
- Lac Chainy
- Lac Chair
- Lac Chalet
- Lac Chalice
- Lac Chalk
- Lac Challener
- Lac Challis
- Lac Chalmers
- Lac Chamandy
- Lac Chamber
- Lac Chamberlain
- Lac Chambers (District de Sudbury)
- Lac Chambers (District de Nipissing)
- Lac Chambers (District de Thunder Bay)
- Lac Chambers (Comté de Frontenac)
- Lac Champagne
- Lacs Champlain Trail
- Lac Chance (District de Timiskaming)
- Lac Chance (District de Thunder Bay)
- Lac Chancellor
- Lac Chandos
- Lac Change
- Lac Chanley
- Lac Channel
- Lacs Channel
- Lac Channing
- Lac Chant Plain
- Lac Chapeskis
- Lac Chapleau
- Lac Chaplin
- Lac Chapman (District de Thunder Bay)
- Lac Chapman (District de Cochrane)
- Lac Chappais
- Lac Chappelle
- Lac Chappie
- Lac Chappy
- Lac Chara
- Lac Charcoal (Comté de Haliburton)
- Lac Charcoal (District de Sudbury)
- Lac Charette
- Lac Charity (District de Thunder Bay)
- Lac Charity (District de Timiskaming)
- Lac Charland
- Lac Charlebois (Comté de Renfrew)
- Lac Charlebois (District de Cochrane)
- Lac Charles (Comté de Frontenac)
- Lac Charles (District de Nipissing)
- Lac Charles (Comté de Haliburton)
- Lac Charles (District de Sudbury)
- Lac Charleston
- Lac Charlewood
- Lac Charley (District de Nipissing)
- Lac Charley (District d'Algoma)
- Lac Charlie (District de Nipissing)
- Lac Charlie (Elliot Lake)
- Lac Charlie (Comté de Renfrew)
- Lac Charlie (Canton de Peever, district d'Algoma)
- Lac Charlie May's
- Lac Charlie's
- Lac Charlies (Comté de Frontenac)
- Lac Charlies (District d'Algoma)
- Lac Charlotte (Comté de Renfrew)
- Lac Charlotte (District d'Algoma)
- Lac Charlotte (District de Timiskaming)
- Lac Charlotte (District de Thunder Bay)
- Lac Charlton (Canton de Curtin, district de Sudbury)
- Lac Charlton (Canton de Windego, district de Sudbury)
- Lac Charnock
- Lac Charon
- Lac Charr
- Lac Charred
- Lac Charron
- Lac Chartier
- Lac Chartrand (District d'Algoma)
- Lac Chartrand (District de Sudbury)
- Lac Chartrand (District de Cochrane)
- Lac Chartrand (District de Kenora)
- Lac Chas
- Lac Chase (District de Rainy River)
- Lac Chase (District de Kenora)
- Lac Chat
- Lac Chateau
- Lac Chatham
- Lacs Chathams
- Lac Chats (Lac des Chats)
- Lac Chatson
- Lac Chattahoochee
- Étang Chattersons
- Lac Chatterton
- Lac Chaucer
- Lac Chaulk
- Lac Chaval
- Étang Chaya
- Lac Chebogomog
- Lac Chebucto
- Lac Checklin
- Lac Checkmark
- Lac Cheddar
- Lac Cheer
- Lac Cheesehead
- Lac Cheeseman
- Lac Chela
- Lac Chellew
- Lac Chelsea
- Lac Chemong
- Lac Chemung
- Lac Chene
- Lac Cheney (District d'Algoma)
- Lac Cheney (Comté de Lanark)
- Lac Chenier
- Lac Chepahyee Sahkaheekahn / Onepine
- Lac Chequer
- Lac Cherniuk
- Lac Cherrington
- Lac Cherry (Comté de Peterborough)
- Lac Cherry (District d'Algoma)
- Lac Cherry (District de Kenora)
- Lac Cherry (District de Cochrane)
- Lac Cherry (District de Rainy River)
- Lac Chesakan
- Lac Chesley
- Lac Chester
- Lac Chevalier
- Lac Chewink (District de Nipissing)
- Lac Chewink (District de Sudbury)
- Lac Chiah
- Lac Chibiabos
- Lac Chiblow
- Lac Chicault
- Lac Chick (District de Nipissing)
- Lac Chick (Lac Umbel, district de Kenora)
- Lac Chick (Lac Sellen, district de Kenora)
- Lac Chickadee (District de Thunder Bay)
- Lac Chickadee (District de Sudbury)
- Lac Chickaree
- Lac Chicken Farm
- Lac Chicobi
- Lac Chicot
- Lac Chief (District de Thunder Bay)
- Lac Chief (District de Timiskaming)
- Lac Chief (District de Sudbury)
- Lac Chief Peter
- Lac Chief Tonene
- Lac Chiki
- Lac Chilcott
- Lac Childerhose
- Lac Chill
- Lac Chilton
- Lac Chime
- Lac Chin (District de Cochrane)
- Lac Chin (District d'Algoma)
- Lac China
- Lac Chiniguchi
- Lac Chip (District d'Algoma)
- Lac Chip (Comté de Hastings)
- Lac Chipai
- Lac Chipchase
- Lac Chipman (District de Thunder Bay)
- Lac Chipman (District d'Algoma)
- Lac Chipmunk (District de Kenora)
- Lac Chipmunk (District de Nipissing)
- Lac Chipmunk (District de Thunder Bay)
- Lac Chippego
- Lac Chippy
- Lac Chiroptera
- Lac Chisamore
- Lac Chit
- Lac Chivelston
- Lac Chlorus
- Lac Chokecherry
- Lac Chokio
- Lac Cholette
- Lac Chopin
- Lac Chopper
- Lac Chord
- Lac Chorus
- Lac Chota
- Lac Chouinard
- Lac Chowder
- Lac Chown
- Lac Chris
- Lac Chris Willis
- Lac Chriselle
- Lac Christianson
- Lac Christie (Comté de Frontenac)
- Lac Christie (District d'Algoma)
- Lac Christie (Comté de Lanark)
- Lac Christie (District de Thunder Bay)
- Lac Christie (District de Parry Sound)
- Lac Christie (District de Nipissing)
- Lac Christie (District de Cochrane)
- Réservoir Christie
- Lac Christina
- Lac Christman
- Lac Christmas
- Lac Christopher Robin
- Lac Christy
- Lac Chrome
- Lac Chrysler
- Lac Chub (Lake of Bays)

## Ci
- Lac Cibber
- Lac Cigar (District de Cochrane)
- Lac Cigar (District de Thunder Bay)
- Lac Cinder (District d'Algoma)
- Lac Cinder (Comté de Haliburton)
- Lac Cinder (District de Thunder Bay)
- Lac Cinderella
- Lac Cinders
- Lac Cinqisle
- Lac Circle (District de Parry Sound)
- Lac Circle (District de Nipissing)
- Lac Circle (District de Thunder Bay)
- Lac Circle (District de Sudbury)
- Lac Circle (District de Cochrane)
- Lac Circlet
- Lac Circular
- Lac Cirrus (District de Rainy River)
- Lac Cirrus (District de Thunder Bay)
- Lac Citellus

## Cl
- Lac Clace
- Lac Claim (District de Sudbury)
- Lac Claim (District d'Algoma)
- Lac Clair (Région de Waterloo)
- Lac Clair (District de Rainy River)
- Lac Claire (District d'Algoma)
- Lac Claire (District de Cochrane)
- Lac Claire (District de Thunder Bay)
- Réservoir Claireville
- Lac Clam (District de Parry Sound)
- Lac Clam (Canton de Chester, District de Sudbury)
- Lac Clam (Canton de Burwash, District de Sudbury)
- Lac Clam (Comté de Bruce)
- Étangs Clam
- Lac Clamp
- Lac Clamshell (District de Kenora)
- Lac Clamshell (District de Nipissing)
- Lac Clancy
- Lac Clanricarde
- Lac Clapper
- Lac Clara Belle
- Lac Clara (District de Nipissing)
- Lac Clara (Comté de Renfrew)
- Lac Clara (District d'Algoma)
- Lac Claradeer
- Lac Clare
- Lac Claribel
- Lac Clarice
- Lac Clarinet
- Lac Clarity
- Lac Clark (District de Cochrane)
- Lac Clark (District de Muskoka)
- Lac Clark (District de Sudbury)
- Lac Clark (Comté de Hastings)
- Étang Clark
- Lac Clarke (District de Timiskaming)
- Lac Clarke (District de Nipissing)
- Lac Clarke (District de Sudbury)
- Lac Clarke’s
- Lac Clarkson (District de Sudbury)
- Lac Clarkson (District de Kenora)
- Lac Claude
- Lac Claus (District de Sudbury)
- Lac Claus (District de Thunder Bay)
- Lac Clavelle
- Lac Claw (District de Cochrane)
- Lac Claw (Rivière Singing, District de Thunder Bay)
- Lac Claw (Ruisseau Claw, District de Thunder Bay)
- Lac Claw (District de Sudbury)
- Lac Claw (District de Kenora)
- Lac Clay (District d'Algoma)
- Lac Clay (Rivière Greenwood, District de Thunder Bay)
- Lac Clay (District de Kenora)
- Lac Clay (Canton d'Atikameg, District de Thunder Bay)
- Lac Clay (Comté de Lanark)
- Lac Clay (District de Cochrane)
- Lac Clay (Canton GTP Block 6, District de Thunder Bay)
- Lac Clay (Canton de Flood, District de Thunder Bay)
- Lac Claypack
- Lac Clayton (District de Rainy River)
- Lac Clayton (District d'Algoma)
- Lac Clayton (Comté de Haliburton)
- Lac Clayton (Comté de Lanark)
- Lac Clayton (District de Timiskaming)
- Lac Clean
- Lac Clear (Muskoka Lakes)
- Lac Clear (Canton de Ritchie, District de Cochrane)
- Lac Clear (Comté de Bruce)
- Lac Clear (Comté de Frontenac)
- Lac Clear (District de Thunder Bay)
- Lac Clear (Laurentian Hills)
- Lac Clear (Espanola)
- Lac Clear (Spanish)
- Lac Clear (Comtés unis de Leeds et Grenville)
- Lac Clear (Canton de Wilson, District de Parry Sound)
- Lac Clear (Highlands d’Algonquin)
- Lac Clear (Canton de Nansen, District de Cochrane)
- Lac Clear (McKellar)
- Lac Clear (Canton d'O'Brien, District de Cochrane)
- Lac Clear (Canton de Bayly, District de Timiskaming)
- Lac Clear (Vallée Laurentienne)
- Lac Clear (Minden Hills)
- Lac Clear (Perry)
- Lac Clear (Canton de Hess, District de Sudbury)
- Lac Clear (Lac Seul 28)
- Lac Clear (Coleman)
- Lac Clear (Timmins)
- Lac Clear (The Archipelago)
- Lac Clear (Bracebridge)
- Lac Clear (Huron Shores)
- Lac Clear (Rivière Axe, District de Kenora)
- Lac Clear (Tay Valley)
- Lac Clear (Highlands de Lanark)
- Lac Clear (Grand Sudbury)
- Lac Clear (Big Canon Lake, District de Kenora)
- Lac Clear (Comté de Peterborough)
- Lac Clear (Kawartha Lakes)
- Lac Clear (Canton d’East Mills, District de Parry Sound)
- Lac Clear (Canton de Foley, Seguin)
- Lac Clear (Canton de Patterson, District de Parry Sound)
- Lac Clear (District de Nipissing)
- Lac Clear (Oslo Lake, District de Kenora)
- Lac Clear (Canton de Burton, Whitestone)
- Lac Clear (Canton de Hagerman, Whitestone)
- Lac Clear (Canton de Nettleton, District de Cochrane)
- Lac Clear (Canton de Kirkup, District de Kenora)
- Lac Clear (Killarney)
- Lac Clear (Canton de Humphrey, Seguin)
- Lacs Clear
- Lac Clearall
- Lac Clearaqua
- Lac Clearbed
- Lac Clearsilver
- Lac Clearview (District de Nipissing)
- Lac Clearview (District d'Algoma)
- Lac Clearwater (Ruisseau Badwater, District de Thunder Bay)
- Lac Clearwater (District de Kenora)
- Lac Clearwater (District de Timiskaming)
- Lac Clearwater (Canton de Common, District d'Algoma)
- Lac Clearwater (Gravenhurst)
- Lac Clearwater (Comté de Frontenac)
- Lac Clearwater (District de Nipissing)
- Lac Clearwater (Huntsville)
- Lac Clearwater (District de Cochrane)
- Lac Clearwater (District de Sudbury)
- Lac Clearwater (Canton de Laberge, District de Thunder Bay)
- Lac Clearwater (Canton GTP Block 2, District de Thunder Bay)
- Lac Clearwater (Canton de Jarvis, District d'Algoma)
- Étang Clearwater
- Lac Clearwater West
- Lac Cleary
- Lac Cleaver (District de Timiskaming)
- Lac Cleaver (District de Thunder Bay)
- Lac Cleftrock
- Lac Clegge
- Lac Cleland
- Lac Clem
- Lac Clement (District de Sudbury)
- Lac Clement (Comté de Haliburton)
- Lac Clement (Comté de Renfrew)
- Lac Clement (District de Rainy River)
- Lac Clements
- Lac Clemmens
- Lac Clemow
- Lac Clerc
- Lac Clermont
- Lac Cleveland (District de Kenora)
- Lac Cleveland (District de Sudbury)
- Lac Clevis
- Lac Cliff (Canton de Corbriere, District d'Algoma)
- Lac Cliff (Comté de Renfrew)
- Lac Cliff (Canton de Pettypiece, District de Kenora)
- Lac Cliff (District de Nipissing)
- Lac Cliff (Ruisseau McGaw, District de Thunder Bay)
- Lac Cliff (Rivière Pikitigushi, District de Thunder Bay)
- Lac Cliff (Lac Mystery, District de Kenora)
- Lac Cliff (Canton de Lane, District d'Algoma)
- Lac Clifford
- Lac Cliffside
- Lac Clifftay
- Lac Clifton
- Lac Cline
- Lac Clinto
- Lac Clist
- Lac Clod
- Lac Clodan
- Lac Cloister
- Lac Closs (District d'Algoma)
- Lac Closs (District de Kenora)
- Lac Closs (Comté de Renfrew)
- Lac Cloud (Ruisseau Jay, District de Thunder Bay)
- Lac Cloud (Neebing)
- Lac Cloud (District de Nipissing)
- Lac Cloudlet
- Lac Cloudy (Comté de Renfrew)
- Lac Cloudy (District d'Algoma)
- Lac Cloudy (Comté de Peterborough)
- Lac Clouston
- Lac Clouthier
- Lac Cloutier (District de Cochrane)
- Lac Cloutier (District de Thunder Bay)
- Lac Clove (District d'Algoma)
- Lac Clove (District de Thunder Bay)
- Lac Cloven
- Lac Clovenhoof
- Lac Clover (Greenstone)

## Co
- Lac Coag
- Lac Coat
- Lac Coate
- Lac Coates
- Lac Coathup
- Lac Cob
- Lac Cobalt
- Lac Cobb
- Lac Cobbett
- Lac Cobble
- Lac Cobham
- Lac Cobley
- Lac Cobourg
- Lac Cobre
- Lac Coburn (Kawartha Lakes)
- Lac Coburn (District de Kenora)
- Lac Cochalgo
- Lac Cochenour
- Lac Cochram
- Lac Cochrane (District de Sudbury)
- Lac Cochrane (District de Cochrane)
- Lac Cochrane (District de Parry Sound)
- Lac Cockaday
- Lac Cockburn (District de Nipissing)
- Lac Cockburn (District de Timiskaming)
- Lac Cockin
- Lac Cockle
- Lac Cocoa
- Lac Cocos
- Lac Cod
- Lac Code
- Lac Coe (Île)
- Lac Coe
- Lac Coffee (District d'Algoma)
- Lac Coffee (Île Wilson, District de Thunder Bay)
- Lac Coffee (District de Nipissing)
- Lac Coffee (Carib Creek, District de Thunder Bay)
- Lac Coffey (Comté de Hastings)
- Lac Coffey (District de Thunder Bay)
- Lac Coghlan
- Lac Cognashene
- Lac Coin (Comté de Lanark)
- Lac Coin (District de Kenora)
- Lac Cola
- Lac Colborne
- Lac Colbourne
- Lac Colbran
- Lac Colby
- Lac Cold (Comté de Peterborough)
- Lac Cold (District de Rainy River)
- Lac Coldingham
- Lac Coldrey
- Lac Coldspring
- Lac Coldwater (Île Michipicoten, District de Thunder Bay)
- Lac Coldwater (Canton de Wardrope, District de Thunder Bay)
- Lac Coldwater (District de Muskoka)
- Lac Coldwind
- Lac Cole (Comté de Frontenac)
- Lac Cole (Sioux Narrows-Nestor Falls)
- Lac Cole (Carling)
- Lac Cole (Canton de Blair, District de Parry Sound)
- Lac Cole (Canton de MacFie, District de Kenora)
- Lac Cole (District de Rainy River)
- Lac Cole (District de Cochrane)
- Lac Cole (District de Timiskaming)
- Lac Coleman (Canton de Fox, District de Cochrane)
- Lac Coleman (District de Thunder Bay)
- Lac Coleman (District de Kenora)
- Lac Coleman (Comté de Haliburton)
- Lac Coleman (District de Timiskaming)
- Lac Coleman (Canton de Mewhinney, District de Cochrane)
- Lac Colenso
- Lac Coles
- Lac Colette
- Lac Colfe
- Lac Colgrove
- Lac Coli
- Lac Colin (District de Rainy River)
- Lac Colin (Comté de Renfrew)
- Lac Colin (District de Sudbury)
- Lac Colin Scott
- Lac Collacutt
- Lac Collaton
- Lac Colleen (District de Thunder Bay)
- Lac Colleen (District de Sudbury)
- Lac Collin
- Lac Collinge
- Lac Collins (Comté de Renfrew)
- Lac Collins (Comté de Frontenac)
- Lac Collins (District de Nipissing)
- Lac Collins (District de Timiskaming)
- Lac Collins (District de Thunder Bay)
- Lac Collins (District de Cochrane)
- Lac Collis
- Lac Collishaw
- Lac Collver
- Lac Colonel By
- Lac Colonna
- Lac Colpitts
- Lac Colter
- Lac Colton (Admaston/Bromley)
- Lac Colton (Laurentian Hills)
- Lac Coltson
- Lac Columbia
- Lac Columbus (District de Cochrane)
- Lac Columbus (District de Timiskaming)
- Lac Colvin
- Lac Colwill
- Lac Combe
- Lac Comma
- Lac Command

- Lac Commanda
- Lac Commando (District de Sudbury)
- Lac Commando (District de Cochrane)
- Lac Commodore
- Lac Como (District de Rainy River)
- Lac Como (Canton de Bazett, District de Sudbury)
- Lac Como (Canton de Strathearn, District de Sudbury)
- Lac Comox
- Lacs Companion
- Lac Compass (District de Thunder Bay)
- Lac Compass (District de Parry Sound)
- Lac Compass (District de Timiskaming)
- Lac Compass (Comté de Peterborough)
- Lacs Compass
- Lac Complin
- Lac Con
- Lac Conacher
- Lac Conant
- Lac Conboy
- Lacs Conboys
- Lac Concession (Canton de Cardwell, Lacs Muskoka)
- Lac Concession (Comté de Peterborough)
- Lac Concession (Canton de Medora, Lacs Muskoka)
- Lac Concord
- Lac Cond
- Lac Condon
- Lac Cone (District de Kenora)
- Lac Cone (District de Rainy River)
- Lac Conestogo
- Lac Confederation
- Lac Confusion
- Lac Conger
- Lac Conglomerate (District de Timiskaming)
- Lac Conglomerate (District de Thunder Bay)
- Lac Conick
- Lac Conifer
- Lac Conk
- Lac Conklin
- Lac Conley (District d’Algoma)
- Lac Conley (Comté de Bruce)
- Lac Conlin
- Lac Conlon
- Lac Conmee
- Lac Connaught
- Lac Connecting
- Lac Connell
- Lac Connell’s
- Lacs Connells
- Lac Connelly
- Lac Connett
- Lac Connon
- Lac Connor (Comté de Renfrew)
- Lac Connor (District de Thunder Bay)
- Lac Connor (Comté de Hastings)
- Lacs Connors (Comté de Lennox et Addington)
- Lacs Connors (Comté de Lanark)
- Lac Conolly
- Lac Conover
- Lac Conross
- Lac Consecon
- Lac Constance (District de Cochrane)
- Lac Constance (District d’Algoma)
- Lac Constance (Ottawa)
- Lac Constance (District de Timiskaming)
- Lac Constant
- Lac Contact (District de Timiskaming)
- Lac Contact (District de Kenora)
- Lac Contact (District de Nipissing)
- Lac Contau
- Lac Conte
- Lac Contin
- Lac Conver
- Lac Convey
- Lac Conway (Comté de Renfrew)
- Lac Conway (District d’Algoma)
- Lac Cony
- Lac Cooch
- Lac Cook (English River, District de Kenora)
- Lac Cook (Comté de Frontenac)
- Lac Cook (District de Cochrane)
- Lac Cook (Canton de McNaughton, District de Kenora)
- Lac Cook (District de Thunder Bay)
- Lac Cook (Canton de Britton, District de Kenora)
- Étang Cook
- Lac Cook’s
- Lac Cooke (District de Timiskaming)
- Lac Cooke (District de Nipissing)
- Lac Cooke (District de Sudbury)
- Lac Cookery
- Étang Cooley
- Lac Coollas
- Lac Coombs
- Lac Coomer
- Lac Cooney (Kawartha Lakes)
- Lac Cooney (District de Thunder Bay)
- Lac Coonie
- Lac Coons
- Lac Coop
- Lac Cooper (Canton d’Oscar, District d’Algoma)
- Lac Cooper (District de Muskoka)
- Lac Cooper (Canton de Haughton, District d’Algoma)
- Lac Cooper (District de Parry Sound)
- Lac Cooper (District de Nipissing)
- Lac Coot (District de Sudbury)
- Lac Coot (District de Nipissing)
- Lac Coot (District de Cochrane)
- Lac Cootie
- Lac Cop (District de Timiskaming)
- Lac Cop (District de Nipissing)
- Lac Cope
- Lac Copeland
- Lac Copenhagen
- Lac Copeway
- Lac Copilot
- Lac Copp
- Lac Coppell
- Lac Coppens
- Lac Copper (Comté de Haliburton)
- Lac Copper (Comté de Peterborough)
- Lac Copper (Comté de Hastings)
- Lac Copper (District de Timiskaming)
- Lac Copperfield
- Lac Coppersand
- Lac Copping
- Lac Copps (Comté de Grey)
- Lac Copps (District de Nipissing)
- Lac Coral
- Lac Coral-root
- Lac Corallen
- Lac Corbeau
- Lac Corben
- Lac Corbett (Comté de Haliburton)
- Lac Corbett (District de Kenora)
- Lac Corbier
- Lac Corbiere
- Lac Corby
- Lac Cord
- Lac Cordes
- Lac Cordick
- Lac Cordingley
- Lac Cordner
- Lac Cordova
- Lac Core (District de Thunder Bay)
- Lac Core (District de Kenora)
- Lac Coreaux
- Lac Corfe
- Lac Corine
- Lac Cork (Canton de Scriven, District de Sudbury)
- Lac Cork (District de Thunder Bay)
- Lac Cork (Canton de Sothman, District de Sudbury)
- Lac Cork (District de Nipissing)
- Lac Corkery
- Lac Corking
- Lac Corkscrew
- Lac Corless
- Lac Cormick
- Lac Corn (Sioux Narrows-Nestor Falls)
- Lac Corn (Canton de Redditt, District de Kenora)
- Lac Cornall
- Lac Corncob
- Lac Cornelius
- Lac Cornell (District de Kenora)
- Lac Cornell (Big Turtle River, District de Rainy River)
- Lac Cornell (Cornell Creek, District de Rainy River)
- Lac Corner (Mercutio River, District de Thunder Bay)
- Lac Corner (Canton de Docker, District de Kenora)
- Lac Corner (Canton de Jackman, District de Kenora)
- Lac Corner (Canton d’Asselin, District d’Algoma)
- Lac Corner (Canton de Gaiashk, District d’Algoma)
- Lac Corner (Canton de Beaton, District d’Algoma)
- Lac Corner (Greenstone)
- Lac Corner (District de Timiskaming)
- Lacs Corner
- Lac Cornerstone
- Lac Cornet
- Lac Cornfield
- Lac Cornice
- Lac Cornick
- Lac Cornish (District de Thunder Bay)
- Lac Cornish (District de Parry Sound)
- Lac Coronary
- Lac Coronation
- Lac Corr
- Lac Corre
- Lac Correll
- Lac Corri
- Lac Corrie (Milfair Lake, District de Kenora)
- Lac Corrie (Shinbone Lake, District de Kenora)
- Lac Corrigan (District de Sudbury)
- Lac Corrigan (District de Thunder Bay)
- Lac Corrigan (District de Kenora)
- Lac Corry
- Lac Corset (District de Sudbury)
- Lac Corset (District de Timiskaming)
- Lac Corsica
- Lac Corson
- Lac Cortez
- Lac Corvec
- Lac Corylus
- Lac Cosens (District de Thunder Bay)
- Lac Cosens (District de Sudbury)
- Lac Cosgrave
- Lac Cosgrove
- Lac Cosh
- Lac Cosmo
- Lac Costello (District de Sudbury)
- Lac Costello (District de Kenora)
- Lac Costello (District de Nipissing)
- Lac Costello (District de Timiskaming)
- Lac Côté (District de Sudbury)
- Lac Côté (District de Kenora)
- Lac Cotoneaster
- Lac Cotter (District de Muskoka)
- Lac Cotter (District de Cochrane)
- Lac Cotters
- Lac Cottle
- Lac Cotton
- Lac Cottontail
- Lac Coubran
- Lac Couchain
- Lac Coucheemoskog
- Lac Couchiching
- Lac Coughlan
- Lac Coulas
- Lac Coull
- Lac Coulson (District de Cochrane)
- Lac Coulson (District de Rainy River)
- Lac Coulter
- Lac Council
- Lac Countess
- Lac Couple
- Lac Courchesne
- Lac Course
- Lac Court
- Lac Courtis
- Lac Courtney
- Lac Coutch
- Lac Coutts
- Lac Couture (District de Kenora)
- Lac Couture (District de Thunder Bay)
- Lac Coveney
- Lac Coveo
- Lac Cover
- Lac Covey
- Lac Coville
- Lac Cow (Comté de Haliburton)
- Lac Cow (Grand Sudbury)
- Lac Cow (District de Timiskaming)
- Lac Cow (District de Kenora)
- Lac Cow (District de Sudbury)
- Lac Cow-in
- Lac Cowamula
- Lac Cowan (District de Muskoka)
- Lac Cowan (Southern Lake, District de Thunder Bay)
- Lac Cowan (Cowan Creek, District de Thunder Bay)
- Lac Cowan’s
- Lac Cowboy
- Lac Cowichan
- Lac Cowie (District d’Algoma)
- Lac Cowie (District de Timiskaming)
- Lac Cowles
- Lac Cowman
- Lac Cox (District d’Algoma)
- Lac Cox (District de Thunder Bay)
- Lac Cox (Keys Lake, District de Kenora)
- Lac Cox (Mennin River, District de Kenora)
- Lac Cox (Comté de Peterborough)
- Lac Cox’s
- Lac Coy
- Lac Coyle (Comté de Lanark)
- Lac Coyle (District de Thunder Bay)
- Lac Coyne (District de Sudbury)
- Lac Coyne (District de Thunder Bay)
- Lac Coyston

## Cr
- Lac Crab (Spanish)
- Lac Crab (Canton de Quill, District d'Algoma)
- Lac Crab (Comté de Peterborough)
- Lac Crab (District de Sudbury)
- Lac Crabclaw
- Lac Crabtree (District de Thunder Bay)
- Lac Crabtree (District de Sudbury)
- Lac Cracknell
- Lac Crackshot
- Lac Craddock
- Lac Cradle
- Lacs Cradle
- Lac Craft (Head Creek, District de Thunder Bay)
- Lac Craft (Schreiber)
- Lac Crag (District de Thunder Bay)
- Lac Crag (Comté de Frontenac)
- Lac Craig (District d'Algoma)
- Lac Craig (District de Thunder Bay)
- Lac Craig (District de Nipissing)
- Lac Craig (District de Rainy River)
- Lac Craig (Comté de Lanark)
- Lac Craignaivie
- Lac Crain
- Lac Crains
- Lac Cramadog
- Lac Cramp (District de Thunder Bay)
- Lac Cramp (District de Kenora)
- Lac Cranberry Creek
- Lac Cranberry (Canton de Digby, Kawartha Lakes)
- Lac Cranberry (Canton de Carden, Kawartha Lakes)
- Lac Cranberry (Head, Clara et Maria)
- Lac Cranberry (Canton de South Canonto, North Frontenac)
- Lac Cranberry (Central Frontenac)
- Lac Cranberry (Canton de East Mills, District de Parry Sound)
- Lac Cranberry (Whitefish Lake 6)
- Lac Cranberry (Comté de Hastings)
- Lac Cranberry (Comté de Haliburton)
- Lac Cranberry (Severn)
- Lac Cranberry (Comté de Lanark)
- Lac Cranberry (Canton de Palmerston, North Frontenac)
- Lac Cranberry (Canton de Sutherland, District de Rainy River)
- Lac Cranberry (The Archipelago)
- Lac Cranberry (Canton de Pittsburgh, South Frontenac)
- Lac Cranberry (Canton de Burwash, District de Sudbury)
- Lac Cranberry (Canton de Portland, South Frontenac)
- Lac Cranberry (Pear Lake, District de Rainy River)
- Lac Cranberry (Collingwood)
- Lac Cranberry (Vallée de Madawaska)
- Lac Cranberry (Comtés unis de Leeds et Grenville)
- Lac Cranberry (McDougall)
- Lac Cranberry (Canton de Dalton, Kawartha Lakes)
- Lac Cranberry (District de Kenora)
- Lac Cranberry (District d'Algoma)
- Lac Crane (Comté de Bruce)
- Lac Crane (District de Cochrane)
- Lac Crane (District de Timiskaming)
- Lac Crane (District de Parry Sound)
- Lac Crane (District de Kenora)
- Lac Crane (Comté de Peterborough)
- Lac Cranebill
- Lac Cranesnest
- Lac Cranjelly
- Lac Crankshaw
- Lac Crash
- Lac Crater
- Lacs Crater
- Lac Crates
- Lac Craven
- Lac Crawfish (Canton de Duff, District de Cochrane)
- Lac Crawfish (Canton de Gurney, District de Cochrane)
- Lac Crawford (Région de Halton)
- Lac Crawford (Haultain, District de Timiskaming)
- Lac Crawford (District de Rainy River)
- Lac Crawford (District de Parry Sound)
- Lac Crawford (District de Cochrane)
- Lac Crawford (District de Sudbury)
- Lac Crawford (Canton de Milner, District de Timiskaming)
- Lac Cray
- Lac Crayfish (District de Thunder Bay)
- Lac Crayfish (District d'Algoma)
- Lac Crayon
- Lac Crazy (District d'Algoma)
- Lac Crazy (Canton de Venturi, District de Sudbury)
- Lac Crazy (Canton d'Admiral, District de Sudbury)
- Lac Cream (District d'Algoma)
- Lac Cream (District de Muskoka)
- Lac Creamer
- Lac Creasy
- Lac Creation
- Lac Cree (District de Sudbury)
- Lac Cree (District d'Algoma)
- Lac Cree (District de Cochrane)
- Lac Creed
- Lac Creede
- Lac Creek's End
- Lac Creeping
- Lac Creepy
- Lac Crego
- Lac Creighton
- Lac Creppy
- Lac Crerar
- Lac Crescent (District d'Algoma)
- Lac Crescent (Zigzag Lake, District de Thunder Bay)
- Lac Crescent (District de Sudbury)
- Lac Crescent (Fort William 52)
- Lac Crescent (District de Nipissing)
- Lac Crescent (District de Kenora)
- Lac Crescent (Mackie Lake, District de Thunder Bay)
- Lac Crescent (Canton d'Oboshkegan, District de Thunder Bay)
- Lac Crescent (District de Cochrane)
- Lac Cressey
- Lacs Cressview
- Lac Cressy
- Lac Crest (District de Nipissing)
- Lac Crest (District de Thunder Bay)
- Lac Crest (District de Cochrane)
- Lac Creswicke
- Lac Crevasse
- Lac Crevice
- Lac Crew
- Lac Crib (Comté de Frontenac)
- Lac Crib (District de Thunder Bay)
- Lac Crickard
- Lac Cripple (District de Nipissing)
- Lac Cripple (District de Timiskaming)
- Lacs Cripple
- Lac Crispin
- Lac Cristal
- Lac Cristene
- Lac Critchell
- Lac Croal
- Lac Croasdell
- Lac Crocan
- Lac Crock
- Lac Crockatt
- Lac Crocker's
- Lac Croesus
- Lac Croft
- Lac Croker
- Lac Croll (District d'Algoma)
- Lac Croll (District de Thunder Bay)
- Lac Cromarty
- Lac Crombie
- Lac Cronin
- Lac Cronk
- Lac Crony
- Lac Crook
- Lac Crooked Cane
- Lac Crooked Chute
- Lac Crooked Green
- Lac Crooked (Comté de Frontenac)
- Lac Crooked (Vallée Laurentienne)
- Lac Crooked (Kearney)
- Lac Crooked (Kawartha Lakes)
- Lac Crooked (Canton de Cox, District de Sudbury)
- Lac Crooked (Canton de Burwash, District de Sudbury)
- Lac Crooked (District de Rainy River)
- Lac Crooked (Grand Sudbury)
- Lac Crooked (Vallée de Madawaska)
- Lac Crooked (District de Kenora)
- Lac Crooked (Canton de Patterson, District de Parry Sound)
- Lac Crooked (Comté de Lennox et Addington)
- Lac Crooked (Canton de Brackin, District de Sudbury)
- Lac Crooked (District de Nipissing)
- Lacs Crooked
- Lac Crooked Pine
- Lac Crookstick
- Lac Croon
- Lac Crosby (District de Timiskaming)
- Lac Crosby (District d'Algoma)
- Lac Crosby (Comtés unis de Leeds et Grenville)

## Cu - Cy
- Lac Cub (District de Kenora)
- Lac Cub (District de Rainy River)
- Lac Cub (District de Cochrane)
- Lac Cuckoo (District de Cochrane)
- Lac Cuckoo (District de Nipissing)
- Lac Cuckoo (District de Sudbury)
- Lac Cucumber (District de Sudbury)
- Lac Cucumber (Comté de Frontenac)
- Lac Cuddys
- Lac Cul de Sac
- Lac Culbert
- Lac Culhanes
- Lac Culin
- Lac Cull (District de Thunder Bay)
- Lac Cull (Comté de Simcoe)
- Lac Cullen (District de Sudbury)
- Lac Cullen (District de Rainy River)
- Lac Cullin
- Lac Culloden
- Lac Culverson
- Lac Cumaway
- Lac Cumming
- Lac Cumming’s
- Lac Cummings
- Lac Cummins
- Lac Cuncic
- Lac Cuni
- Lac Cunniah
- Lac Cunningham (District de Timiskaming)
- Lac Cunningham (Comté de Bruce)
- Lac Cup
- Lac Cupa
- Lac Curie
- Lac Curlew (District de Nipissing)
- Lac Curlew (District de Thunder Bay)
- Lac Curleys
- Lac Curly (District de Nipissing)
- Lac Curly (District de Sudbury)
- Lac Current
- Lac Currie (District de Timiskaming)
- Lac Currie (Comté de Hastings)
- Lac Currie (District de Cochrane)
- Lac Currier
- Lac Curriers
- Lac Curry (Canton de Nadjiwon, District d'Algoma)
- Lac Curry (Canton de Desbiens, District d'Algoma)
- Lac Curtis (District de Rainy River)
- Lac Curtis (District de Thunder Bay)
- Lac Curve (District de Thunder Bay)
- Lac Curve (District de Kenora)
- Lac Curve (District d'Algoma)
- Lac Curzon
- Lac Cushing (District de Thunder Bay)
- Lac Cushing (District d'Algoma)
- Lac Cushing (District de Rainy River)
- Lac Cuss
- Lac Cut
- Lac Cutcliffe
- Lac Cuthbert (District de Kenora)
- Lac Cuthbert (District de Cochrane)
- Lac Cuthbertson
- Lac Cutler
- Lac Cutstone
- Lac Cuttle
- Lac Cutty
- Lac Cybulski
- Lac Cygnet
- Lac Cypress (District de Thunder Bay)
- Lac Cypress (District d'Algoma)
- Lac Cyprus
- Lac Cyril (District de Cochrane)
- Lac Cyril (Canton de Knight, District de Timiskaming)
- Lac Cyril (Coleman)[1]

## Note et référence
1. ↑  Natural Resources Canada Government of Canada, « Place names - Query by name », sur toponymes.rncan.gc.ca (consulté le 1er juillet 2025)